# خط الاتجاه

اتجاه وميل الطبقات الصخرية. 1-خط الاتجاه ؛ 2- اتجاه الميل ؛ 3- الميل الظاهري ؛ 4-زاوية الميل.

خط الاتجاه والميل (1) في الجغرافيا هو وسيلة رياضية تستخدم لتعيين الاتجاهات في دراسة الطبقات في الجغرافيا وعلم الأرض. فخط الاتجاه بالنسبة لطبقة جيولوجية هو الخط الناتج عن تقاطع مستوى أفقي مع مستوى الطبقة. أما الميل هو الخط ضمن ذلك مستوي الطبقة الذي يعطي أكثر زاوية انحداراً بالنسبة للمستوي الأفقي.